# Tim Mayza
Timothy Gerard Mayza (Allentown, Pensilvania, 15 de enero de 1992), más conocido como Tim Mayza, es un jugador profesional estadounidense de béisbol que se desempeña en la posición de lanzador en Pittsburgh Pirates, equipo de las Grandes Ligas de Béisbol (MLB).

## Carrera
Mayza hizo su debut en la MLB con el equipo Toronto Blue Jays, en el cual jugó siete temporadas (2017-2019, 2021-2024), después pasó a New York Yankees (2024), posteriormente a Pittsburgh Pirates.